# Clarence Matthews
Clarence Francis "Larry" Matthews (1 de maio de 1906 – 22 de julho de 2017) foi um supercentenário americano.

## Biografia
Clarence nasceu em Oakland, Califórnia, o quinto filho de Frank e Maryanne Matthews. Sua irmã, Clairbel Gow (22 de agosto de 1911) têm 106 anos. Ele começou uma empresa de construção bem sucedida na década de 1970. Ele foi duas vezes casado, primeiro com Barbara Hirsher (em 9 de junho de 1931, com quem ele teve dois filhos) e depois com Kay. Matthews tornou-se o homem vivo mais velho nos Estados Unidos em 3 de maio de 2016, após a morte do veterano do Exército dos Estados Unidos, Frank Levingston. Matthews morreu em 22 de julho de 2017, aos 111 anos e 82 dias, em Indian Wells, Califórnia. Após sua morte, o veterano de guerra do exército Richard Arvin Overton tornou-se o homem vivo mais velho nos Estados Unidos.